# Río Aisne
El río Aisne es un río de Francia. Es afluente del río Oise por la izquierda. Nace en el bosque de Argonne, en Rembercourt-Sommaisne (departamento de Mosa) y desemboca en el río Oise en Compiègne (departamento de Oise), tras un curso de 353,30 kilómetros por los departamentos de Mosa, Marne, Ardenas, Aisne y, en su tramo final, Oise.
Su cuenca comprende 7.920 km². Es un río navegable que dispone de numerosas esclusas.
Las ciudades más importantes de su curso son Sainte-Menehould, Vouziers, Rethel, Soissons y Compiègne.
En latín era conocido como Axona.

## Hidrografía
Los principales afluentes del río Aisne son los siguientes:
- río Aire
- Suippe
- Vesle